# Provinz Alessandria
Die Provinz Alessandria ist die südöstlichste  und  nach Turin und Cuneo die drittgrößte Provinz in der italienischen Region Piemont und zählt 406.385 Einwohner (Stand 31. Dezember 2023). 

## Geographie
Die Provinz Alessandria grenzt im Norden an die Provinz Vercelli, im Osten an die Provinz Asti. Gemeinsame Grenzen hat sie mit den Regionen Lombardei (Provinz Pavia), Emilia-Romagna (Provinz Piacenza) und Ligurien (Metropolitanstadt Genua und Provinz Savona).
Das Gebiet der Provinz ist zu zwei Dritteln bergig oder hügelig. Im Norden liegt die Hügellandschaft des Basso Monferrato, durch die die Flüsse Po und Tanaro verlaufen. Im Zentrum liegt eine fruchtbare Ebene, die vom Tanaro, der Bormida und deren Zuflüssen durchquert wird. Im Südwesten liegen noch die Hügel des Val Bormida, des Val d’Erro und des Val d’Orba, die mit den Bergen des Apennin zusammenhängen; im Südosten bilden das hügelige Gebiet des Novese und des Tortonese zusammen mit den Tälern der Scrivia und ihrer Nebenflüsse die Ausläufer des ligurischen Apennin, in denen die Provinz an die Metropolitanstadt Genua grenzt.

## Landwirtschaft
Die weite Ebene im Innern der Provinz wird hauptsächlich für den Getreideanbau genutzt: Weizen, Mais, Soja, Sonnenblumen. Verbreitet ist der Anbau von Zuckerrüben für die industrielle Produktion. In den flachen Gebieten des Casalese ist die Landschaft durch ausgedehnte Reisfelder charakterisiert. Die wenigen flachen Gegenden des Novese sind dem Getreideanbau gewidmet und gekennzeichnet durch Maulbeerplantagen, die im Laufe des 17. bis 19. Jahrhunderts für die Seidenraupenzucht eingeführt wurden. Die hügeligen Gebiete des Novese, Casalese, Acquese und Tortonese werden konkurrenzlos für den Weinanbau genutzt.

## Industrie, Handel und Handwerk
Die wichtigsten industriellen Zentren sind in der Umgebung von Alessandria (Spinetta und Valenza), Tortona (Castelnuovo Scrivia und Pontecurone), Novi Ligure (Arquata Scrivia, Serravalle Scrivia, Cassano Spinola, Casale Monferrato) gelegen. Die Hauptsektoren der Industrie sind die Metallverarbeitung und Schmuckproduktion (in Valenza). Es folgen die Nahrungsmittelindustrie und Chemie.

## Größte Gemeinden

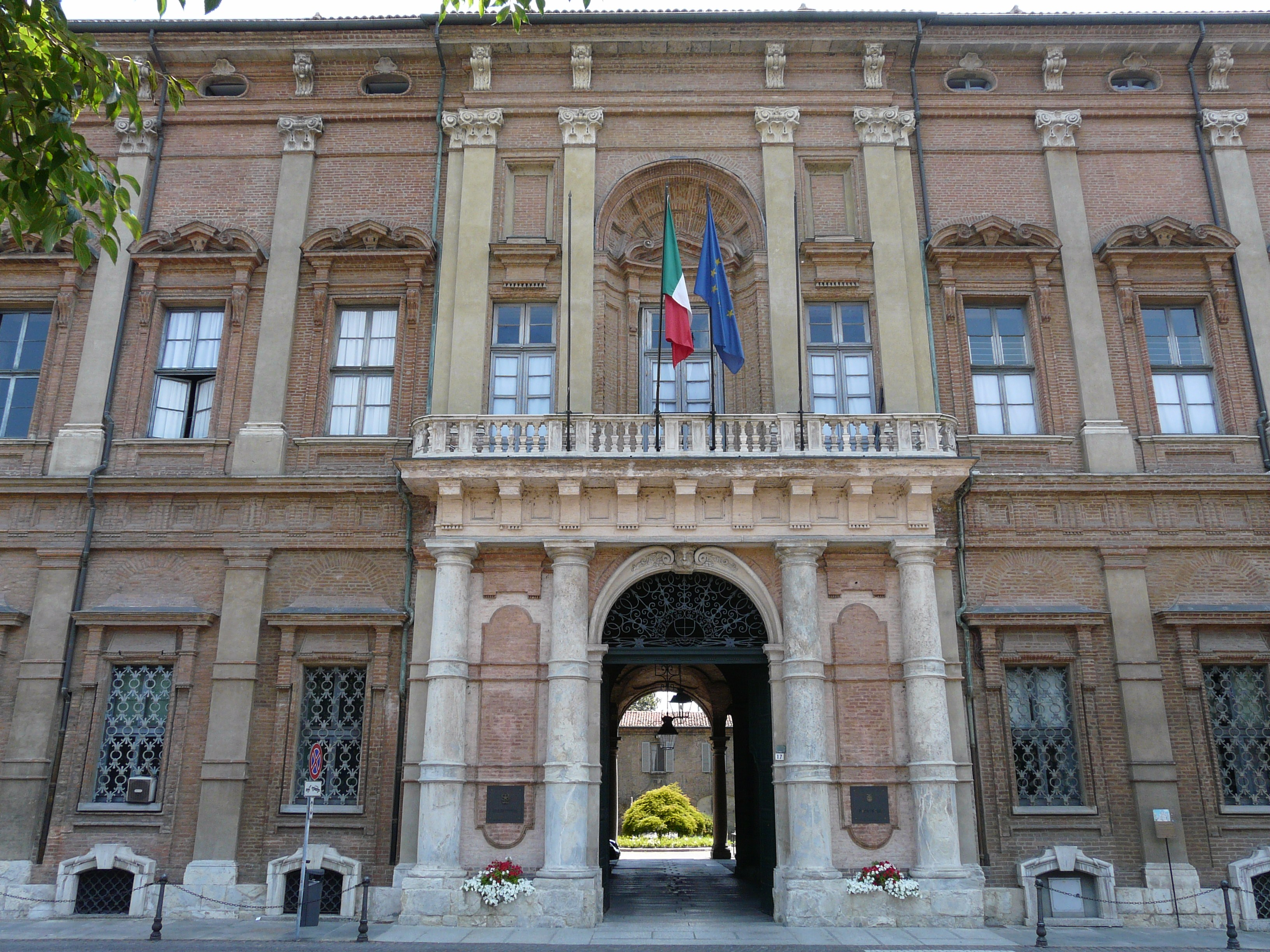
Palazzo Ghilini, gemeinsamer Sitz der Präfektur und der Selbstverwaltung der Provinz Alessandria

(Stand: 31. Dezember 2023)
| Gemeinde            | Einwohner |
| ------------------- | --------- |
| Alessandria         | 91.854    |
| Casale Monferrato   | 32.220    |
| Novi Ligure         | 27.313    |
| Tortona             | 26.436    |
| Acqui Terme         | 18.972    |
| Valenza             | 18.084    |
| Ovada               | 10.816    |
| Arquata Scrivia     | 06.297    |
| Serravalle Scrivia  | 05.890    |
| Castelnuovo Scrivia | 04.849    |